# Biga di Morgantina
La cosiddetta biga di Morgantina è una scultura di bronzo raffigurante una biga trainata da due cavalli.
La scultura, del peso di circa una tonnellata, era collocata sul tetto della cappella funeraria di proprietà della famiglia Sollima, all'ingresso del cimitero monumentale di Catania.
La scultura è stata trafugata nel 2017 e ritrovata l'anno successivo.

## Origini
La scultura era ritenuta un originale greco del V secolo a.C. proveniente dal sito archeologico di Morgantina dove sarebbe stata scoperta nel corso del XIX secolo. Questa teoria trovava fondamento nel fatto che la cappella funeraria sulla quale era ubicata fu originariamente commissionata da Antonio Capitano, un ricco mercante d'arte di fine '800, noto per trafficare in reperti archeologici che venivano venduti anche oltreoceano.
Nel 2017, proprio per chiarire i dubbi sulla sua origine, la biga bronzea sarebbe stata oggetto di uno studio dedicato da parte del Cnr-Ismn, finalizzato a determinare lo stato di conservazione dell'opera e la composizione chimica della lega e delle sue patine e, successivamente, progettare un sistema di protezione dalla corrosione, in caso di intervento di restauro. Il furto ha, tuttavia, impedito lo svolgimento delle attività di ricerca programmato. L'interesse mediatico successivo al furto ha contribuito a diffondere la diceria che la statua avesse origini antiche, ma anche a fare emergere i dubbi degli esperti.
In particolare è stato rilevato che la biga in bronzo era stranamente simile alla biga marmorea esposta nei Musei Vaticani. Di quest'ultima è documentata la storia: si tratta di un pastiche realizzato dallo scultore Francesco Antonio Franzoni nel 1788, combinando insieme pezzi originali di epoca imperiale (la cassa della biga e il torso mutilo di uno dei due cavalli) con rifacimenti moderni utilizzati al fine di completare la composizione scultorea. Il fatto che la scultura in bronzo riproducesse le bardature settecentesche presenti nella versione marmorea ne escludeva l'origine antica ed anzi definiva chiaramente che fosse una copia dell'originale vaticano.
Dal momento che era diffusa a cavallo fra il XIX e XX secolo la produzione di repliche artistiche di opere antiche conservate nelle principali collezioni museali, la biga di Morgantina non è altro che una riproduzione. In particolare è attestata l'attività della fonderia artistica napoletana Chiurazzi, che aveva in catalogo le repliche della biga restaurata da Franzoni. Una di queste repliche, acquistata in Italia nel 1925 da un ricco magnate, è custodita nel John and Mable Ringling Museum in Florida.

## Furto e ritrovamento
Ritenuta erroneamente un reperto archeologico di grande valore, la scultura è stata rubata nel 2017, usando un elicottero per sollevarla e posizionarla su un autocarro per il successivo trasporto. La scultura è stata quindi tagliata a pezzi per essere occultata e rivenduta in Germania.
Nel 2018 la statua è stata recuperata. La biga è stata rinvenuta all'interno di un garage nel comune di Aci Catena, mentre i cavalli all'interno di una camera segreta completamente murata, ricavata all'interno di un locale di una villa privata nel comune di Piazza Armerina, in provincia di Enna, nella disponibilità di un noto antiquario del luogo.
Nel corso delle indagini i carabinieri hanno provveduto all'arresto di 17 persone indagate, a vario titolo, dalla procura per rapina, estorsione, ricettazione e furto di opere antiche. L’inchiesta ha, secondo i magistrati,
“consentito di sgominare un gruppo criminale ad elevata pericolosità sociale, dedito alla commissione di reati contro il patrimonio nelle province di Catania, Enna e Siracusa”.
Come commentato da Dario Palermo, professore ordinario di Archeologia classica dell'Università di Catania: "Se non ci fosse stato qualcuno che avesse riempito giornali e mass media con la falsa notizia della provenienza da Morgantina e del suo enorme valore, forse, la biga, starebbe ancora al suo posto".